# 名古屋市史
名古屋市史（なごやしし）は名古屋市の自治体史。明治以降、現在までに3度の編纂が行なわれており、以下において記述する。なお、編纂に用いられた資料の一部は名古屋市鶴舞中央図書館や名古屋市市政資料館に保存されている。

## 名古屋市史

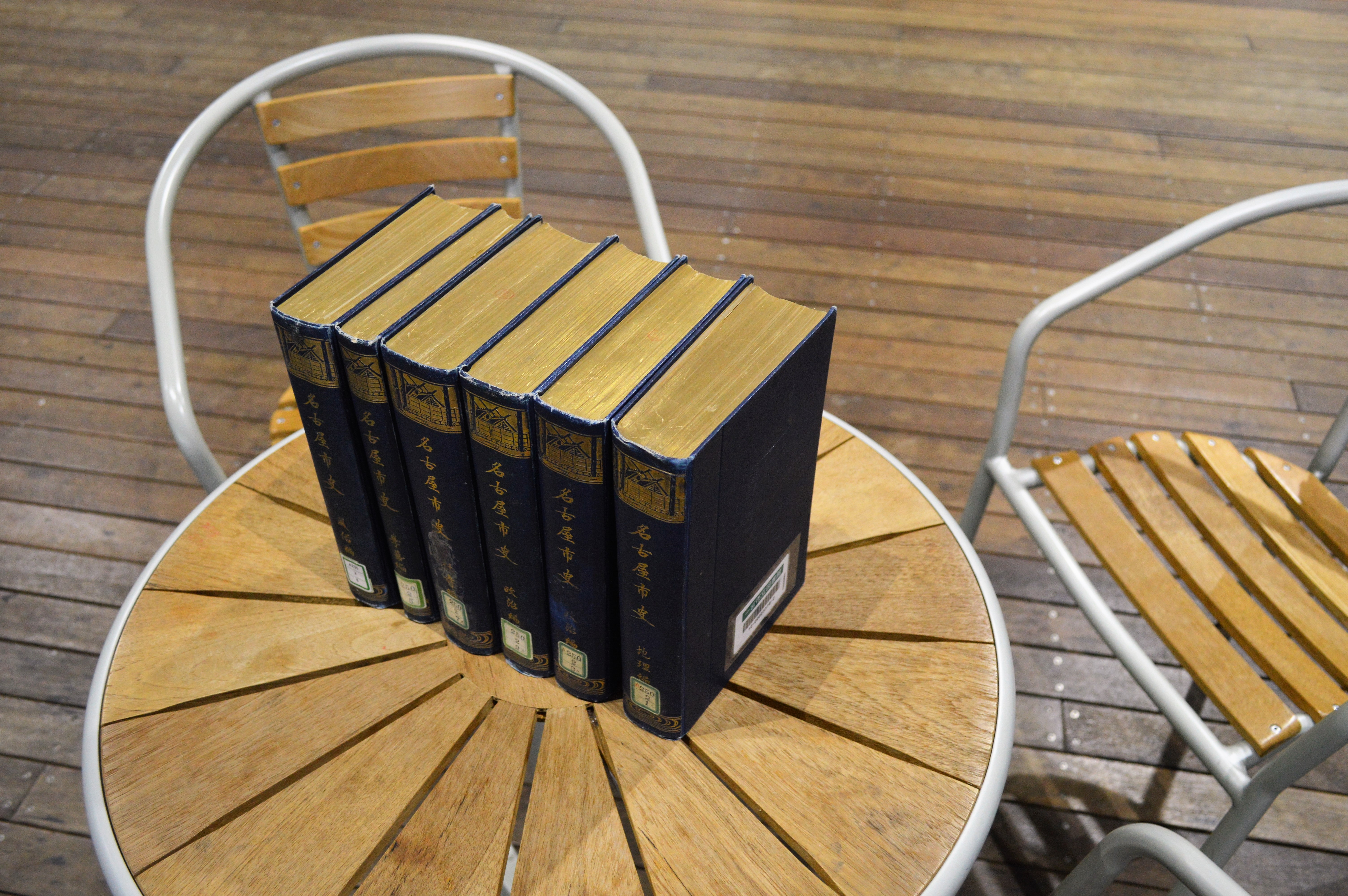
『名古屋市史』全10巻のうち6巻分

1907年（明治40年）に市史編纂室が設けられ、東京帝国大学教授の上田萬年を顧問として1915年（大正4年）から翌1916年にかけて10巻が刊行された。編纂には『金城温古録』の奥村定も関わっている。内容は明治期までの名古屋市に関するもので、1934年（昭和9年）に2巻の人物編が追加されている。1980年（昭和55年）に愛知県郷土資料刊行会から復刻版が刊行された。
| 内容        | ページ数                  | 刊行年月日     |
| ----------- | ------------------------- | -------------- |
| 社寺編      | 1,064頁                   | 1915年7月10日  |
| 風俗編      | 800頁                     | 1915年8月20日  |
| 産業編      | 256頁                     | 1915年8月30日  |
| 学芸編      | 424頁                     | 1915年10月5日  |
| 政治編 第一 | 822頁                     | 1915年11月15日 |
| 地図        | 35枚                      | 1915年12月5日  |
| 政治編 第二 | 904頁                     | 1915年12月30日 |
| 政治編 第三 | 592頁                     | 1916年2月20日  |
| 地理編      | 950頁                     | 1916年3月30日  |
| 索引        | 351頁 引用書分類目録 46頁 | 1916年12月25日 |
| 人物編 第一 | 494頁                     | 1934年5月28日  |
| 人物編 第二 | 622頁                     | 1934年5月28日  |

## 大正昭和名古屋市史
1940年（昭和15年）、先の「名古屋市史」編纂から30年以上が経過して名古屋市の発展が進んでいたことなどから、紀元二千六百年と名古屋市制五十周年を記念する事業として計画された。大蔵省が編纂した『明治大正財政史』で主任を務めた吉川秀造を編纂主任に、『明治大正大阪市史』の編纂を手掛けた本庄栄治郎を顧問として迎え、1941年（昭和16年）から始まった編纂は太平洋戦争のため遅々として進まず、1948年（昭和23年）9月に脱稿したものの戦後の財政難などもあって、1953年（昭和28年）になってようやく刊行。内容は大正時代から昭和12年までに関するものとなっている。
1959年（昭和34年）に市政七十周年記念事業のひとつとして、昭和13年から昭和32年までを扱う続編の刊行が計画されたが、執筆の遅れや経費超過、大学紛争などのため、昭和46年度で事業中止となった。なお、この計画に先立ち1959年に名古屋市総務局から『名古屋七十年史』が刊行されている。
| 巻数   | 内容             | ページ数 | 刊行年月日    |
| ------ | ---------------- | -------- | ------------- |
| 第一巻 | 緒論及原始産業篇 | 321頁    | 1953年11月1日 |
| 第二巻 | 工業篇           | 792頁    | 1954年1月5日  |
| 第三巻 | 商業篇（上）     | 609頁    | 1954年3月1日  |
| 第四巻 | 商業篇（下）     | 433頁    | 1954年3月1日  |
| 第五巻 | 金融・交通篇     | 585頁    | 1954年10月1日 |
| 第六巻 | 市政篇           | 413頁    | 1954年12月1日 |
| 第七巻 | 財政篇           | 334頁    | 1955年3月1日  |
| 第八巻 | 社会篇           | 425頁    | 1955年5月1日  |
| 第九巻 | 地理篇           | 384頁    | 1955年7月1日  |
| 第十巻 | 索引篇           | 382頁    | 1955年12月1日 |

## 新修名古屋市史
1979年（昭和54年）に市政90周年事業として検討が始まり市政100周年記念事業として、1991年（平成3年）から編纂が開始された。編纂は「新修名古屋市史編集委員会」で、名古屋市市政資料館に置かれていた。1997年（平成9年）に第1巻が刊行され、当初は「本文編」10巻のみで完結する予定だったが、編纂委員や市民からも資料公開の要望が強かったため「資料編」の刊行が決定され、2006年から2014年までに全11巻が刊行された。なお、これに先立つ1989年（平成元年）に名古屋市総務局から『名古屋100年』が刊行されている。
|        | 巻数   | 内容                   | ページ数            | 刊行年月日     |
| ------ | ------ | ---------------------- | ------------------- | -------------- |
| 本文編 | 第1巻  | 旧石器から平安         | 894頁               | 1997年3月31日  |
| 本文編 | 第2巻  | 鎌倉から安土・桃山     | 868頁               | 1998年3月31日  |
| 本文編 | 第3巻  | 江戸時代前期           | 984頁               | 1999年3月31日  |
| 本文編 | 第4巻  | 江戸時代後期           | 955頁               | 1999年3月31日  |
| 本文編 | 第5巻  | 明治                   | 931頁               | 2000年3月31日  |
| 本文編 | 第6巻  | 大正から昭和（戦前）   | 945頁               | 2000年3月31日  |
| 本文編 | 第7巻  | 昭和（戦後）           | 1,017頁             | 1998年3月31日  |
| 本文編 | 第8巻  | 自然編                 | 428頁               | 1997年3月31日  |
| 本文編 | 第9巻  | 民俗編                 | 924頁               | 2001年3月31日  |
| 本文編 | 第10巻 | 年表・索引（CD-ROM付） | 450頁               | 2001年10月31日 |
| 資料編 | 近代1  | 明治4年～40年          | 915頁               | 2006年3月31日  |
| 資料編 | 近世1  | 慶長～明治4年          | 968頁               | 2007年3月31日  |
| 資料編 | 考古1  | 慶長～明治4年          | 965頁               | 2008年5月21日  |
| 資料編 | 自然   | 名古屋の自然環境       | 本編548頁 目録228頁 | 2008年5月21日  |
| 資料編 | 近代2  | 明治40年～昭和5年      | 997頁               | 2009年5月20日  |
| 資料編 | 民俗   | 祭礼資料 民俗調査資料  | 974頁               | 2009年5月20日  |
| 資料編 | 近世2  | 名古屋開府～八代宗勝   | 879頁               | 2010年5月21日  |
| 資料編 | 近世3  | 慶長～明治4年          | 928頁               | 2011年5月20日  |
| 資料編 | 現代   | 終戦～高度経済成長期   | 1,028頁             | 2012年5月22日  |
| 資料編 | 考古2  | 飛鳥時代～江戸時代     | 1,040頁             | 2013年5月21日  |
| 資料編 | 近代3  | 昭和恐慌～終戦         | 952頁               | 2014年5月20日  |